# Caboblanco
Caboblanco è un film statunitense e messicano del 1980 diretto da J. Lee Thompson.
È un film d'avventura con protagonisti Charles Bronson, Jason Robards e Dominique Sanda, talvolta descritto come un remake di Casablanca ambientato nel secondo dopoguerra a Caboblanco, un villaggio sulla costa peruviana (Cabo Blanco è un villaggio di pescatori realmente esistente nella provincia di Talara) dove i protagonisti sono alla ricerca di un tesoro inabissatosi con un piroscafo britannico.

## Trama
In una remota località del Sud America, un esule americano proprietario di un piccolo locale, un agente segreto britannico, un dottore tedesco e un capitano della polizia locale si contendono le informazioni per raggiungnere una nave affondata molti anni prima non lontano dalla costa; a bordo c'era un carico di lingotti d'oro, presumibilmente trafugati durante la Seconda Guerra Mondiale da nazisti.

## Produzione
Il film, diretto da J. Lee Thompson su una sceneggiatura di Morton S. Fine, Milton S. Gelman e James Granby Hunter con il soggetto di Víctor Andrés Catena e Jaime Comas Gil, fu prodotto da Lance Hool e Paul Joseph per Cabo Blanco Production, Arco Films e MVS Televisión e girato in Messico a novembre del 1978 con un budget stimato in 10 milioni di dollari.

## Distribuzione
Il film fu distribuito negli Stati Uniti nel 1980 al cinema dalla AVCO Embassy Pictures. È stato poi pubblicato in DVD negli Stati Uniti dalla Laserlight Entertainment nel 1999. Il film è conosciuto anche con il titolo Caboblanco... Where Legends Are Born e Cabo Blanco.
Alcune delle uscite internazionali sono state:
- in Francia il 23 gennaio 1980 (Cabo Blanco)
- in Portogallo il 28 febbraio 1980 (A Aventura Começa em Caboblanco)
- nei Paesi Bassi il 13 marzo 1980
- in Finlandia il 14 marzo 1980 (Cabo Blanco o Verinen rannikko)
- in Danimarca il 18 aprile 1980 (Højt spil i Cabo Blanco)
- in Turchia il 22 settembre 1980
- in Giappone il 24 gennaio 1981
- in Norvegia il 20 febbraio 1981
- in Australia il 19 novembre 1981
- in Germania Ovest il 14 ottobre 1983
- nel Regno Unito (Cabo blanco)
- in Germania Ovest (Der Schatz von Caboblanco)
- in Grecia (O skliros tou Cavo Blanco)
- in Italia (Caboblanco)

## Promozione
Le tagline sono:
- "An epic adventure that explodes at the edge of the world.".
- "Caboblanco. Where legends are born.".